# Lunghinsee
Der Lunghinsee ⓘ oder Lägh dal Lunghin ⓘ (in Bergeller Dialekt) ist ein kleiner See in den Albula-Alpen auf 2485 m ü. M. oberhalb Maloja im Kanton Graubünden. Er hat eine Fläche von ca. 5,2 ha.
Der See liegt etwa 300 m unterhalb des Gipfels Piz Lunghin und etwa 150 m unterhalb vom Pass Lunghin, bei dem der wichtigste Wasserscheidepunkt Europas ist. Der See gilt als Quelle des Flusses Inn, der von hier in den Silsersee fliesst und 517 km später in Passau in die Donau mündet.

## Wanderweg
Der direkte Aufstieg von Maloja aus zum See dauert auf dem weiss-rot-weiss markierten Bergwanderweg ca. 2 Stunden. Zum Pass Lunghin braucht man weitere 35 Minuten. Für den Abstieg über Grevasalvas nach Plaun da Lej am Silsersee braucht man gemäss Wegweiser 1¾ Stunden.